# Hanabi (spil)
Hanabi er et samarbejdskortspil udgivet i 2010. I spillet kender hver deltager de andres kort, men ikke sine egne, og opgaven er at spille en serie kort i en rækkefølge, så man sætter gang i et simuleret fyrværkerishow. Der er regler for hvilke oplysninger, man må give til de andre spillere, samt i den samlede mængde informationer, der må gives i løbet af et spil. I 2013 vandt Hanabi prisen Spiel des Jahres, den prestigefyldte pris for årets spil.

## Spillet
Spillet kan spilles af to til fem spillere, og et spil tager 20-30 minutter. Som i de fleste spil er der et tilfældighedsmoment i Hanabi, men ellers er der brug for evner til at deducere, huske, samarbejde samt planlægge. 
Kortbunken består af kort i fem farver (hvid, gul, grøn, blå og rød). Af hver farve har tre værdien 1, to hver af værdierne 2, 3 og 4 samt en værdien 5. Der er desuden nogle brikker, dels otte informationsbrikker, dels tre affyringsbrikker. Når spillet indledes, får hver spiller fem kort (fire, hvis der er fire eller fem, der spiller), og kortene holdes, så man ikke selv kan se forsiden, mens alle andre kan. Der spilles efter tur, hvor en spiller har en af følgende muligheder:
- Giv information: Spilleren udpeger et kort hos en af de andre spillere og giver en information om enten farven eller værdien. Når man giver information, skal der fjernes en informationsbrik.
- Smid et kort: Spilleren vælger et af sine kort og lægger det til side; det er derefter ikke længere med i spillet. Spilleren trækker et erstatningskort. Der tages en informationsbrik tilbage.
- Spil et kort: Spilleren kan vælge et af sine kort og lægge det på bordet. Der skal dannes en sekvens fra 1 til 5 i en farve. Hvis man mislykkes, fjernes en affyringsbrik.

Spillet vindes, hvis alle fem sekvenser etableres, og tabes, hvis alle affyringsbrikker forsvinder.